# Kwazulusaurus
Kwazulusaurus (saurio de KwaZulu) es un género extinto de sinápsidos dicinodontos que vivieron durante el período Pérmico superior (Tatariano) en lo que ahora es África. El único espécimen conocido y holotipo, BPI 2792, es un cráneo casi completo encontrado en la provincia de KwaZulu-Natal, Sudáfrica. El nombre específico honra al jefe Shaka Zulu.